# Eliseo Quintanilla
Eliseo Antonio Quintanilla Ortíz dit Eliseo Quintanilla, né le 5 février 1983 est un footballeur international salvadorien.

## Biographie

### Club
En 2010, il s'engage avec le club du CD Luis Ángel Firpo pour une saison.
Le 24 mai 2011, il s'engage avec le club du CSD Municipal.

### International
Eliseo Quintanilla fait ses débuts en équipe du Salvador en 2000 et le 24 janvier 2007, il inscrit son premier but face au Danemark.
Il a auparavant pris part avec la sélection aux tournois de Gold Cup de 2007, 2009 et 2011.
Le 20 septembre 2013 il fut suspendu pendant six mois par la Fédération salvadorienne de football dans le cadre d'une sombre affaire de matches truqués.

## Palmarès

### Collectif
- Avec le D.C. United :
  - Champion de la Major League Soccer en 2004.
- Avec le CSD Municipal :
  - Champion du Guatemala en 2011 (Apertura).
- Avec Isidro Metapán :
  - Champion du Salvador en 2012 (Apertura).

## Statistiques détaillées

### Buts en sélection
| Buts en sélection de Eliseo Quintanilla | Buts en sélection de Eliseo Quintanilla | Buts en sélection de Eliseo Quintanilla      | Buts en sélection de Eliseo Quintanilla | Buts en sélection de Eliseo Quintanilla | Buts en sélection de Eliseo Quintanilla | Buts en sélection de Eliseo Quintanilla |
|                                         | Date                                    | Lieu                                         | Adversaire                              | Score                                   | Résultat                                | Compétition                             |
| --------------------------------------- | --------------------------------------- | -------------------------------------------- | --------------------------------------- | --------------------------------------- | --------------------------------------- | --------------------------------------- |
| 1.                                      | 24 janvier 2007                         | Estadio Cuscatlán, San Salvador (Salvador)   | Danemark                                | 1-0                                     | 1-0                                     | Match amical                            |
| 2.                                      | 8 février 2007                          | Estadio Cuscatlán, San Salvador (Salvador)   | Belize                                  | 2-0                                     | 2-1                                     | Coupe UNCAF 2007                        |
| 3.                                      | 10 février 2007                         | Estadio Cuscatlán, San Salvador (Salvador)   | Nicaragua                               | 1-0                                     | 2-1                                     | Coupe UNCAF 2007                        |
| 4.                                      | 10 février 2007                         | Estadio Cuscatlán, San Salvador (Salvador)   | Nicaragua                               | 2-1                                     | 2-1                                     | Coupe UNCAF 2007                        |
| 5.                                      | 8 septembre 2007                        | Estadio Olímpico Atahualpa, Quito (Équateur) | Équateur                                | 1-2                                     | 1-5                                     | Match amical                            |
| 6.                                      | 13 octobre 2007                         | Estadio Cuscatlán, San Salvador (Salvador)   | Costa Rica                              | 1-2                                     | 2-2                                     | Match amical                            |
| 7.                                      | 6 février 2008                          | Estadio Cuscatlán, San Salvador (Salvador)   | Anguilla                                | 9-0                                     | 12-0                                    | Qualifications coupe du monde 2010      |
| 8.                                      | 22 juin 2008                            | Estadio Cuscatlán, San Salvador (Salvador)   | Panama                                  | 1-1                                     | 3-1                                     | Qualifications coupe du monde 2010      |
| 9.                                      | 22 juin 2008                            | Estadio Cuscatlán, San Salvador (Salvador)   | Panama                                  | 2-1                                     | 3-1                                     | Qualifications coupe du monde 2010      |
| 10.                                     | 15 octobre 2008                         | Estadio Cuscatlán, San Salvador (Salvador)   | Suriname                                | 2-0                                     | 3-0                                     | Qualifications coupe du monde 2010      |
| 11.                                     | 22 octobre 2008                         | RFK Stadium, Washington DC (États-Unis)      | Bolivie                                 | 1-0                                     | 2-0                                     | Match amical                            |
| 12.                                     | 28 mars 2009                            | Estadio Cuscatlán, San Salvador (Salvador)   | États-Unis                              | 1-0                                     | 2-2                                     | Qualifications coupe du monde 2010      |
| 13.                                     | 6 juin 2009                             | Estadio Cuscatlán, San Salvador (Salvador)   | Mexique                                 | 2-1                                     | 2-1                                     | Qualifications coupe du monde 2010      |
| 14.                                     | 3 mars 2010                             | Memorial Coliseum, Los Angeles (États-Unis)  | Guatemala                               | 2-1                                     | 2-1                                     | Match amical                            |
| 15.                                     | 12 juin 2011                            | Soldier Field, Chicago (États-Unis)          | Cuba                                    | 6-1                                     | 6-1                                     | Gold Cup 2011                           |

NB : Les scores sont affichés sans tenir compte du sens conventionnel en cas de match à l'extérieur (Salvador-Adversaire)